# Basílica del Santo Cristo de Outeiro
La Basílica del Santo Cristo de Outeiro (en portugués: Basílica de Santo Cristo de Outeiro) es una iglesia y santuario católico en la localidad de Outeiro, en el municipio de Braganza en el país europeo de Portugal.
Este importante lugar de peregrinación es un monumento nacional desde 1927 y recibió el 12 de julio de 2014, el título de basílica menor, otorgado por la Congregación para el Culto Divino y la Disciplina de los Sacramentos de la Santa Sede.
Comenzó a ser construido después de que se reportara un «milagro» el 26 de abril de 1698, en que la imagen del Santo Cristo, en la capilla anterior habría sudado sangre. Aunque el templo está abierto para el culto desde el día 3 de mayo de 1713, no fue concluido efectivamente hasta 1739.
La arquitectura se distingue por la simetría y el equilibrio de las proporciones. Sigue a propósito un estilo barroco inspirado en la arquitectura manuelina, teniendo como fuente de inspiración principal la iglesia del Monasterio de Santa Maria de Belém, en un intento de revivir la época dorada de descubrimiento antes del dominio de la llamada Dinastía filipina.

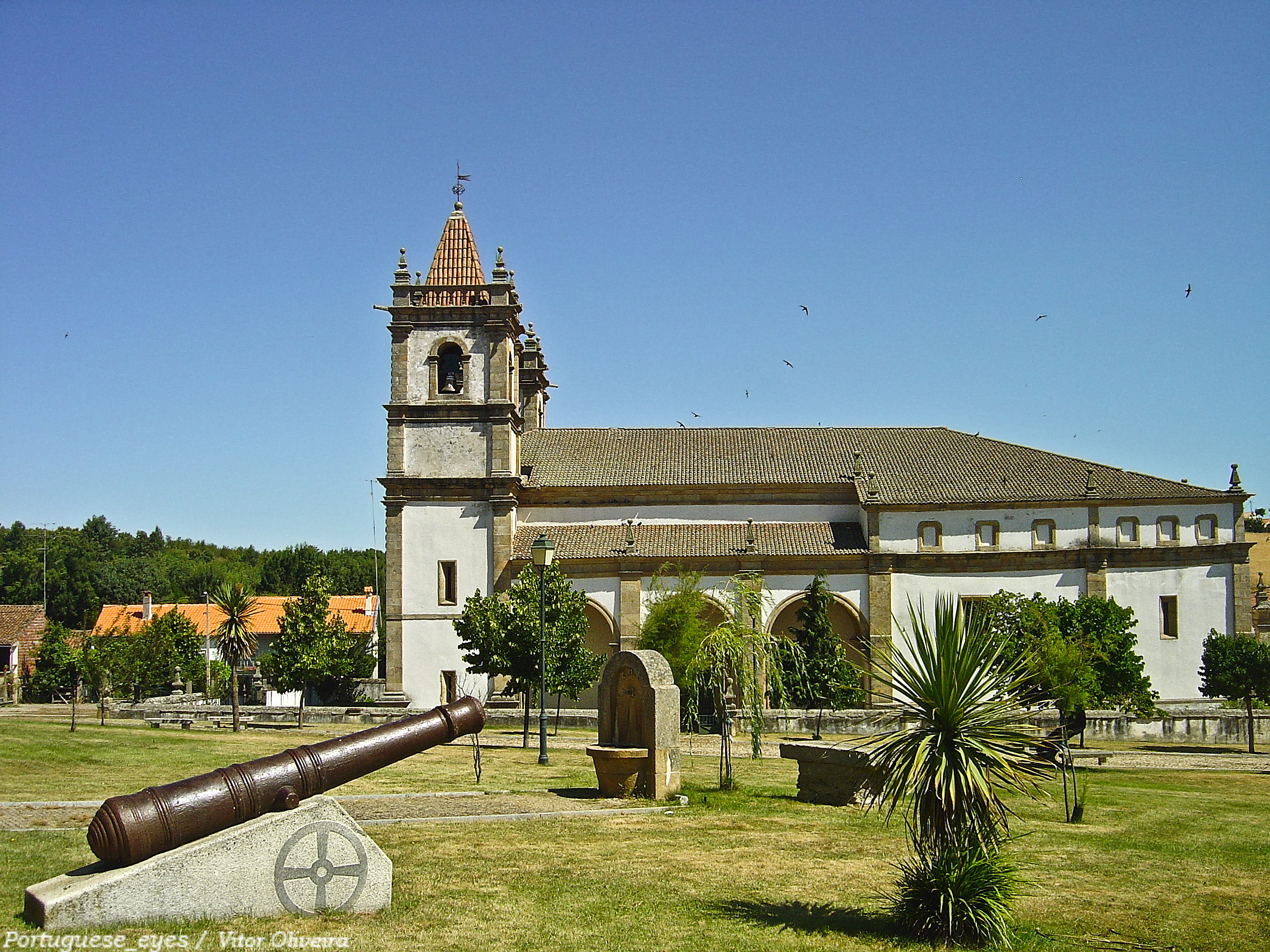
Vista lateral del templo.